# Han So-hee
Han So-hee (född Lee So-hee); 18 november 1994 är en sydkoreansk modell och skådespelerska. Hon har spelat huvudrollen i koreanska tv-serierna Money Flower (2017), 100 Days My Prince (2018), My Name (2021) och birollen i Abyss (2019). Hon fick ett stort erkännande efter att ha skildrat huvudpersonen Yeo Da-kyung i The World of the Married (2020). Hon är också mest känd för sin roll i Nevertheless (2021).

## Filmografi

### TV
| År   | Titel                    | Roll                     | Anmärkningar |
| ---- | ------------------------ | ------------------------ | ------------ |
| 2017 | Reunited Worlds          | Lee Seo-won              |              |
| 2017 | Money Flower             | Yoon Seo-won             |              |
| 2018 | 100 Days My Prince       | Kim So-hye               |              |
| 2019 | Abyss                    | Jang Hee-jin / Oh Su-jin |              |
| 2020 | The World of the Married | Yeo Da-kyung             |              |
| 2021 | Nevertheless             | Yoo Na-bi                |              |
| 2021 | My Name                  | Yoon Ji-woo              |              |